# Baba Hatim Ziyarat
El mausoleo de Baba Hatim  fue construido en los siglos XI y XII. Está en las afueras de la ciudad de Imam Sahib en la provincia de Kunduz , Afganistán , cerca de su frontera con Tayikistán .

## Restauración
El mausoleo fue restaurado entre 1978 y 1979 por la Délégation Archéologique Française en Afganistán y el Institut Afghan d'Archéologie . Antes de las restauraciones, la tumba era estructuralmente inestable y faltaban capas de ladrillos en las paredes superiores del exterior. Excavando las paredes para revelar su altura original, el equipo de restauración reemplazó los ladrillos faltantes, restaurando la forma cúbica original del exterior y las cuatro columnas octogonales incrustadas en sus esquinas. La cúpula se volvió a montar con mortero nuevo y se le dio un acabado al exterior con yeso y pares de ladrillos que sobresalen en cuatro anillos concéntricos. También se reconstruyeron los tambores circulares y octogonales de la cúpula, y seremate colocado encima.

## Otros nombres
La tumba de Baba Hatim también se conoce como Baba Hatem Ziyarat, Baba Hatom Ziarat y la tumba de Salar Khalil (Salar Kalil, Salar Chalil Sayyid).